# Confine tra Repubblica Democratica del Congo e Ruanda
Il confine tra la Repubblica Democratica del Congo e il Ruanda ha lunghezza di 221 km e va dal triplice confine con l'Uganda a nord, fino al triplice confine con il Burundi a sud.

## Descrizione
Il confine inizia dal triplice confine con l'Uganda sul monte Sabyinyo e attraversa un'area montuosa di origine vulcanica per circa 37 miglia fino al Lago Kivu. Il tracciato corre lungo il lago per 71 miglia e prosegue successivamente lungo il talweg del fiume Ruzizi. Esso arriva fino alla confluenza dei fiumi Ruzizi e Ruhwa che segna il triplice confine con il Burundi.
Il confine separa la Provincia Settentrionale e la Provincia Occidentale del Ruanda dalle province congolesi di Nord-Kivu e Sud-Kivu.

## Storia

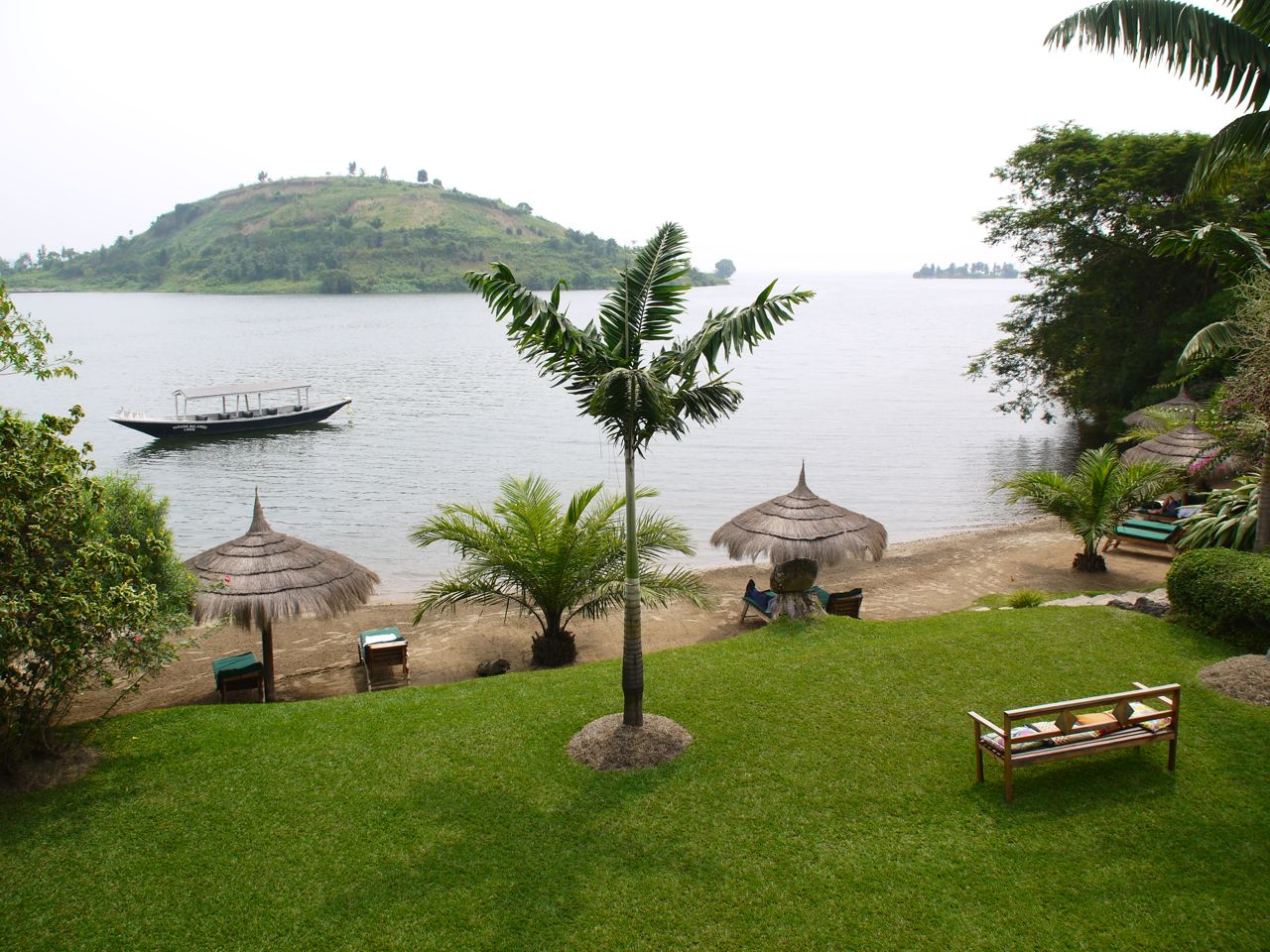
Il Lago Kivu al confine tra RD del Congo e il Ruanda

Il confine emerse per la prima volta durante la Spartizione dell'Africa, in un periodo di intensa competizione tra le potenze europee nel tardo XIX secolo per il controllo dei territori africani. ll processo culminò nella Conferenza di Berlino del 1884, la quale riconobbe al re Leopoldo II del Belgio, che aveva sponsorizzato varie esplorazioni nella regione con il pretesto dell'umanitarismo, il titolo di capo di stato sovrano dell'Associazione internazionale del Congo, ribattezzato successivamente come Stato Libero del Congo.
Una dichiarazione dell'amministratore generale del Dipartimento degli affari esteri dello Stato libero del Congo affermò il 1º agosto 1885 che i limiti orientali dell'entità, che includeva il settore adiacente al Ruanda, erano determinati verso sud dall'intersezione del 4º parallelo di latitudine nord con il 30º meridiano di longitudine est.
Un triplice confine con l'Uganda venne stabilito inizialmente nel 1890 in seguito di un accordo di compromesso tra il Regno Unito e la Germania che esercitavano il loro dominio coloniale nelle rispettive sfere di influenza a ovest del Lago Vittoria. L'articolo I al paragrafo 1 dell'accordo prevedeva che il confine tra i territori britannici e tedeschi dovesse seguire il 1º parallelo di latitudine sud attraverso il Lago Vittoria per proseguire verso ovest e deviato solo per includere il monte Mufumbiro nella sfera britannica, fino ad arrivare alla sua intersezione con il 30º meridiano di longitudine est di Greenwich.
Prima del 1910 i confini stabiliti tra il lago Kivu e il lago Alberto erano basati su informazioni limitate della morfologia del territorio. I dati erano scarsi, in particolare sulle aree montuose come il Mufumbiro e il Ruwenzori e di conseguenza i confini iniziali furono tracciati senza un'adeguata conoscenza delle effettive condizioni della superficie. Nel 1910 si tenne a Bruxelles una conferenza anglo-tedesco-belga che portò a un accordo sulla determinazione del monte Sabinyo come triplice confine tra i territori di Uganda, Africa orientale tedesca e Congo belga e delimitando così gli attuali confini tra RD del Congo e Ruanda e tra RD del Congo e Burundi, e definendo inoltre le frontiere tra RD del Congo e Uganda e tra Tanzania e Uganda.
Tra il 1885 e la prima guerra mondiale, il Ruanda fu parte dell'Africa orientale tedesca. Dopo il conflitto, con la sconfitta tedesca, fu proclamato un mandato belga per il Ruanda-Urundi divenuto, dopo la seconda guerra mondiale, un'amministrazione fiduciaria belga. Sia il Ruanda che il Burundi divennero indipendenti il 1º luglio 1962; il Congo belga ottenne l'indipendenza il 30 giugno 1960 come Repubblica del Congo.

## Insediamenti

### Repubblica Democratica del Congo
Bukavu
Goma

### Ruanda
Cyangugu
Gisenyi